# Округ Фини (Канзас)
Округ Фини (енгл. Finney County) је округ у америчкој савезној држави Канзас. По попису из 2010. године број становника је 36.776. Седиште округа је град Гарден Сити.

## Демографија
Према попису становништва из 2010. у округу је живело 36.776 становника, што је 3.747 (9,2%) становника мање него 2000. године.
| Група             | 2000.          | 2010.          |
| Белци             | 20.820 (51,4%) | 17.049 (46,4%) |
| Афроамериканци    | 508 (1,3%)     | 841 (2,3%)     |
| Азијати           | 1.163 (2,9%)   | 1.237 (3,4%)   |
| Хиспаноамериканци | 17.548 (43,3%) | 17.182 (46,7%) |
| Укупно            | 40.523         | 36.776         |